# Branca I de Navarra
Para outras pessoas com este nome ver Branca de Navarra (desambiguação).
Branca I de Navarra (em castelhano:  Blanca; Pamplona, 6 de julho de 1385 — Santa María la Real de Nieva, 1 de abril de 1441) foi rainha soberana de Navarra de 1425 até sua morte. Pertencente à Casa de Évreux, era filha de Carlos III, o Nobre, a quem sucedeu, e de Leonor de Castela.

## Biografia

### Primeiro casamento
Em 26 de dezembro de 1402, casou com o rei Martim I da Sicília e também herdeiro da Coroa de Aragão. Branca tinha por volta de dezassete anos de idade e Martim, vinte e oito. Ele era viúvo de Maria da Sicília, sua antecessora, com quem tivera apenas um filho, morto ainda criança. Também com Branca, teria apenas um filho:
- Martim (1406 - 1407)

Tal qual seu primeiro filho, também ele veio a morrer em tenra idade. Dois anos depois, o próprio Martim I veio a falecer e foi sucedido pelo pai, Martim I de Aragão.

### Segundo casamento
Branca então voltou para Navarra e, em 28 de Outubro de 1416, foi declarada herdeira de Navarra. Casou pela segunda vez, com João, duque de Peñafiel, em 6 de novembro de 1419, por procuração. João era o segundo filho varão de Fernando I de Aragão e de Leonor de Aragão. Fernando era primo de Martim II e o sucessor do ex-sogro de Branca.
João viajou para conhecê-la e eles se casaram pessoalmente em 10 de julho de 1420, em Pamplona. Em 8 de setembro de 1425, com a morte de seu pai, Branca tornou-se rainha soberana de Navarra e João, rei consorte. O casal teve quatro filhos:
- Carlos (29 de maio de 1421 - 23 de setembro de 1461);
- Joana (1423 - 22 de agosto de 1425);
- Branca (9 de junho de 1424 - 2 de dezembro de 1464)[4]
- Leonor (2 de fevereiro de 1426 - 12 de fevereiro de 1479).

Segundo as capitulações matrimoniais de 1419, Carlos devia ser o sucessor de Branca como rei de Navarra. Entretanto, ao morrer a rainha, seu viúvo usurpou o trono, alegando, entre outras razões, o testamento de Branca, no qual a rainha recomendava a Carlos que não se fizesse coroar sem o consentimento de seu pai. O resultado foi uma guerra civil na qual se enfrentaram os partidários de João II (chamados de agramonteses) e os do Príncipe de Viana (beaumonteses, que tinham o apoio de Castela) entre 1451 e 1455 (e reacesa seis anos depois, com a morte de Carlos).